# Agaricochirus alexandri
Agaricochirus alexandri är en kräftdjursart som först beskrevs av Alphonse Milne-Edwards och Eugène Louis Bouvier 1893.  Agaricochirus alexandri ingår i släktet Agaricochirus och familjen eremitkräftor. Inga underarter finns listade i Catalogue of Life.